# El Judas
El Judas és una pel·lícula espanyola de 1952 dirigida per Ignasi F. Iquino i protagonitzada per Antonio Vilar amb actors afeccionats d'Esparreguera. Es va fer una versió doblada en català de la pel·lícula, però finalment la censura va evitar que fos representada al cinema.

## Sinopsi
Ambientada en la Passió d'Esparreguera, narra la història d'un home malvat que és escollit per fer el paper de Judes en la Passió, però ell sempre ha aspirat a fer de Jesús. La sobtada malaltia de l'actor principal li ofereix l'oportunitat de fer aquest paper. La representació suposarà el seu propi calvari personal.

## Premis
En la vuitena edició de les Medalles del Cercle d'Escriptors Cinematogràfics va rebre la Medalla al millor argument original per a Rafael Julià Salvia i Giménez.